# Гилцов-Прицен
Гилцов-Прицен (њем. Gülzow-Prüzen) општина је у њемачкој савезној држави Мекленбург-Западна Померанија. Једно је од 62 општинска средишта округа Гистров. Према процјени из 2010. у општини је живјело 1.644 становника. Посједује регионалну шифру (AGS) 13053104.

## Географски и демографски подаци
Гилцов-Прицен се налази у савезној држави Мекленбург-Западна Померанија у округу Гистров. Општина се налази на надморској висини од 10 метара. Површина општине износи 58,2 km². У самом мјесту је, према процјени из 2010. године, живјело 1.644 становника. Просјечна густина становништва износи 28 становника/km².